# Maria Samoroekova
Maria Anatoljevna Samoroekova (Russisch: Мария Анатольевна Саморукова) (Koejbysjev, 19 december 1971) is een Russisch voormalig professioneel basketbalspeler die uitkwam voor het nationale team van Griekenland.

## Carrière
Samoroekova begon haar carrière bij Elektrosila Leningrad in 1989. Met die club werd ze één keer landskampioen van de Sovjet-Unie in 1990. In 1991 veranderde de naam van de club in Force-Majeure Sint-Petersburg. Met die club wordt ze één keer derde om het landskampioenschap van Rusland in 1993. In 1993 verhuisde ze naar Palaio Faliro BC in Griekenland. In 1997 stapte ze over naar Sporting Athens. In 1999 ging ze spelen voor Esperides Kalliotheas, om in 2001 terug te keren bij Sporting Athens. In 2002 verhuisde ze naar Pool Comense in Italië en in 2003 naar Basket Lattes Montpellier Agglomération in Frankrijk. In 2004 keert ze terug naar Rusland om te spelen voor Dinamo Moskou. Met die club wordt ze één keer tweede om het landskampioenschap van Rusland in 2005. In 2005 gaat ze terug naar Basket Lattes Montpellier Agglomération. In 2006 gaat ze spelen voor Paniōnios BC in Griekenland. In 2008 stopt ze met basketballen. Samoroekova had ook de Griekse nationaliteit. Met Griekenland speelde Samoroekova op het Europees kampioenschap van 2001, 2003 en 2005. Ook speelde ze met Griekenland op de Olympische Zomerspelen 2004.

## Erelijst
- Landskampioen Sovjet-Unie: 1
  - Winnaar: 1990
- Landskampioen Rusland:
  - Tweede: 2005
  - Derde: 1993
- Landskampioen Italië:
  - Tweede: 2003
- Bekerwinnaar Italië:
  - Runner-up: 2003
- Supercupwinnaar Italië:
  - Runner-up: 2003